# Angelina Castro
Angelina Castro (La Habana, 6 de septiembre de 1982) es una actriz pornográfica y modelo erótica cubana nacionalizada estadounidense.

## Biografía
Angelina Castro, nombre artístico de Francys Delia Valdes, nació en La Habana en septiembre de 1982. A los diez años, se mudó con su familia a la República Dominicana, para recalar dos años más tarde en Miami (Florida), donde asistió a la escuela y participó junto a otros disidentes en manifestaciones como activista contra el régimen castrista en suelo estadounidense. Posteriormente al instituto, comenzó sus estudios de quiropráctica. A los 18 años se casó y tuvo un hijo.
Después de divorciarse de su marido, debutó en la industria pornográfica en agosto de 2009, con 27 años. Como actriz ha trabajado para productoras como Bangbros, Elegant Angel, Trans500, Score, Fetish Network, Lethal Hardcore, Sensational Video, Evil Angel, Naughty America, Pink Visual, Brazzers o Reality Kings, entre otras.
Angelina Castro fue la primera actriz pornográfica cubana en presentar un programa televisivo, La Cosa Nostra, lanzado en Internet en 2008. Ha aparecido en algunos programas de la cadena Televisión y en el talk show SOS (Sex or Sexy) de Miratv. También ha sido entrevistada en la emisora Radio Martí, si bien la cadena recibió diversas quejas de los oyentes para que eliminaran dicha colaboración del sitio web.
En 2011, Angelina se unió al director de cine para adultos Josh Stone para codirigir su primera producción pornográfica, Angelina Mundo. El éxito de esta llevó a repetir delante y detrás de las cámaras en Angelina Mundo 2.
En 2018 se alzó con el Premio AVN de los seguidores a Mejor artista BBW.
Ha rodado más de 300 películas como actriz.
Algunas películas suyas son BBW Dreams 34, Cheap Sex, Footjob Addict 10, Hung and Huge, Keep It Right There 5, Latin Adultery 17, Miami MILFs 2, Plump Rumps, Sara Jay In Heat, Taboo 18 26 o Whooty Oiled Booty.

## Premios y nominaciones
| Año  | Ceremonia             | Resultado | Premio                         | Trabajo |
| ---- | --------------------- | --------- | ------------------------------ | ------- |
| 2012 | Nightmoves            | Nominada  | Mejor artista latina           | —       |
| 2014 | Nightmoves            | Nominada  | Mejor artista BBW              | —       |
| 2014 | Nightmoves Fan Awards | Nominada  | Mejor artista BBW              | —       |
| 2015 | Premios AVN           | Nominada  | Premio fan: Estrella mediática | —       |
| 2016 | Premios AVN           | Nominada  | Premio fan: Estrella mediática | —       |
| 2018 | Premios AVN           | Ganadora  | Premio fan: Mejor artista BBW  | —       |
| 2024 | Premios AVN           | Nominada  | Aparición mainstream del año   | —       |